# 라야 루이스
라야 루이스(Laya Lewis, 1992년 5월 14일 ~ )는 잉글랜드의 배우이다. 《스킨스》에서 리브 멀론 역으로 잘 알려져 있다.